# Hannes Kettunen
Johannes "Hannes" Arvi Kettunen, född 27 november 1898 i Nurmes, död 10 november 1961 i Helsingfors, var en finländsk sångare. 
Kettunen var utbildad kantor och sin civila anställning hade han inom postväsendet och verkade senare vid postkontoret i Tölö. Kettunen studerade sång hos Väinö Lehtinen vid Helsingfors konservatorium och gav en framgångsrik debutkonsert i Helsingfors i mars 1929. Kettunens skivinspelningar består huvudsakligen av schlagermusik, men som sångare ägnade han sig mestadels åt klassisk musik och folksånger. I februari 1930 medverkade Kettunen vid en operaföreställning som Aino Achté satte upp i Helsingfors och i september samma år deltog han i en operauppsättning på Olofsborg, där han spelade mot bland andra Georg Malmstén, Erik Eklund, Gunnar Calenius och Vilho Viikari. På slutet av 1930-talet var han solist i manskören Kalevan Laulajat.
På hösten 1929 blev Kettunen aktuell som grammofonsångare, då musikbolaget Pohjoismainen Sähkö Oy arrangerade en inspelningsresa för orkestern Dallapé till Berlin. Inspelningarna gjordes för bolagen Odeon och Homocord och som orkesterns solister fungerade Kettunen, Ville Alanko och Veli Lehto. Några av Kettunens inspelningar, särskilt de från 1930, består av duon Martti Jäppiläs och Valto Tynniläs mest populära foxtrotar, såsom Valamo, Paavo Nurmi, Kulkurien kuningas och Etelämeren laulu. Fram till 1930 gjorde Kettunen sammanlagt 40 skivinspelningar.